# António Garrido
António José da Silva Garrido (Marinha Grande, 3 december 1932 – Leiria, 10 september 2014) was een Portugees voetbalscheidsrechter. Hij was FIFA-scheidsrechter van 1973 tot 1983. Garrido leidde drie wedstrijden op een WK-eindronde (één in 1978, twee in 1982).
Hij was de eerste scheidsrechter die twee rode kaarten uitdeelde in één WK-wedstrijd; dat gebeurde op 2 juni 1978 in het groepsduel tussen de latere kampioen Argentinië en Hongarije (2-1), toen András Tórócsik en Tibor Nyilasi in de slotfase beiden van het veld werden gestuurd. Een jaar later stuurde hij tijdens het EK-kwalificatieduel DDR-Nederland Konrad Weise en Tscheu La Ling van het veld.
Garrido leidde eveneens de finale van de Europacup I tussen Nottingham Forest en Hamburger SV op 28 mei 1980.

## Interlands
| Datum             | Wedstrijd                                  | Uitslag | Competitie           | Kreeg geel | Kreeg voor de tweede keer geel en dus rood | Weggestuurd |
| ----------------- | ------------------------------------------ | ------- | -------------------- | ---------- | ------------------------------------------ | ----------- |
| 30 oktober 1974   | Wales – Hongarije                          | 2 – 0   | EK-kwalificatie      | 3          | 0                                          | 0           |
| 30 maart 1977     | Wales – Tsjecho-Slowakije                  | 3 – 0   | WK-kwalificatie      | ?          | ?                                          | ?           |
| 12 oktober 1977   | Noord-Ierland – Nederland                  | 0 – 1   | WK-kwalificatie      | ?          | ?                                          | ?           |
| 2 juni 1978       | Argentinië – Hongarije                     | 2 – 1   | WK-eindronde         | 1          | 0                                          | 2           |
| 26 mei 1979       | Engeland – Schotland                       | 3 – 1   | British Championship | ?          | ?                                          | ?           |
| 2 september 1979  | Griekenland – Sovjet-Unie                  | 1 – 0   | EK-kwalificatie      | 3          | 0                                          | 0           |
| 21 november 1979  | Duitse Democratische Republiek – Nederland | 2 – 3   | EK-kwalificatie      | 4          | 0                                          | 2           |
| 24 mei 1980       | Schotland – Engeland                       | 0 – 2   | British Championship | ?          | ?                                          | ?           |
| 18 juni 1980      | Italië – België                            | 0 – 0   | EK-eindronde         | 5          | 0                                          | 0           |
| 27 september 1980 | Joegoslavië – Denemarken                   | 2 – 1   | WK-kwalificatie      | ?          | ?                                          | ?           |
| 18 november 1981  | Frankrijk – Nederland                      | 2 – 0   | WK-kwalificatie      | ?          | ?                                          | ?           |
| 16 juni 1982      | Engeland – Frankrijk                       | 3 – 1   | WK-eindronde         | 1          | 0                                          | 0           |
| 10 juli 1982      | Polen – Frankrijk                          | 3 – 2   | WK-eindronde         | 3          | 0                                          | 0           |
| 15 december 1982  | België – Schotland                         | 3 – 2   | EK-kwalificatie      | ?          | ?                                          | ?           |